# Христо Господинов
Христо Господинов (роден на 18 януари 1979) е български футболен треньор и футболист (халф).
Понастоящем е треньор в школата на „Левски“, гр. Раковски.
Преди е играл за „Янтра“ (Габрово), „Славия“ (София), „Беласица“ (Петрич), „Миньор“ (Перник) и „Видима Раковски“ (Севлиево).